# Dyliżanse

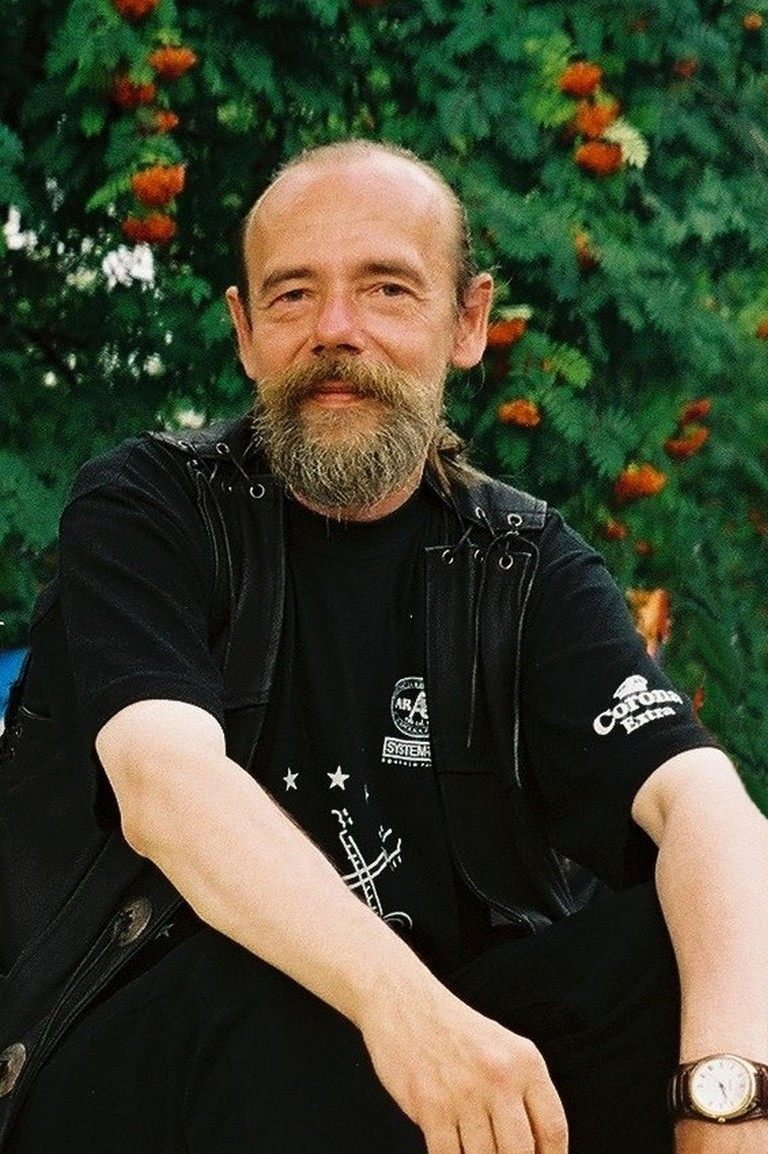
Twórca plebiscytu Maciej "Woźnica" Świątek

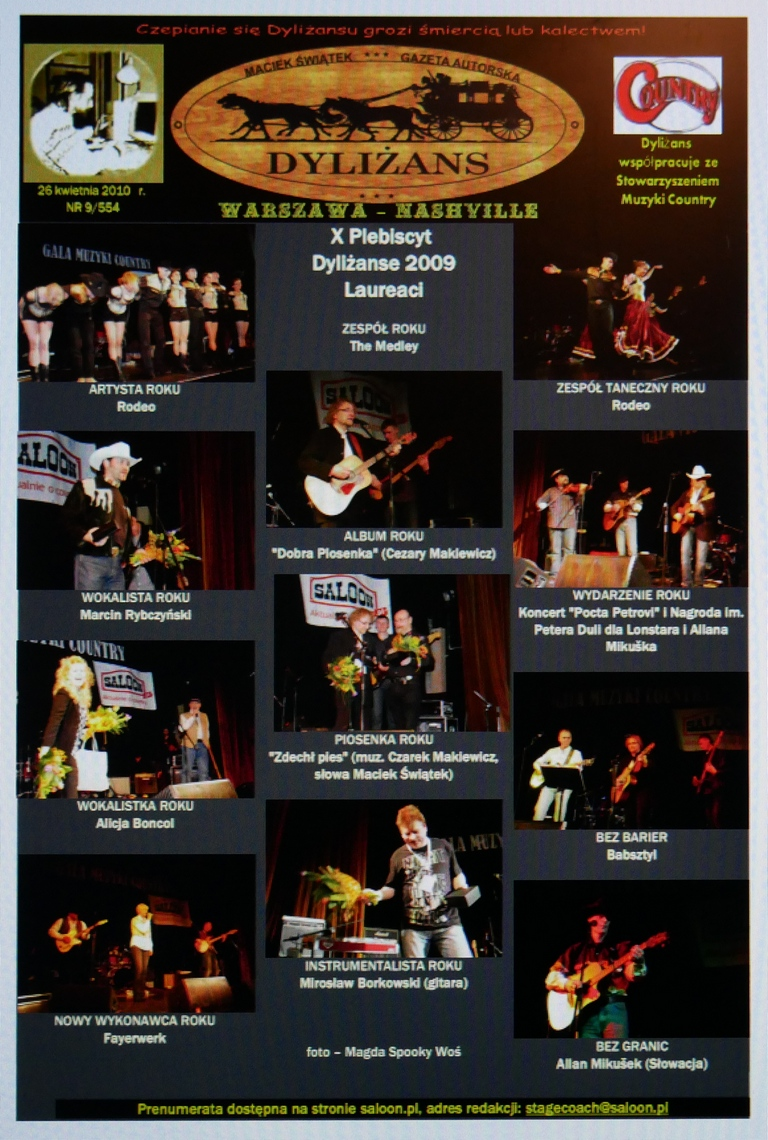
Laureaci X Plebiscytu Dyliżanse 2009 w tygodniku "Dyliżans"

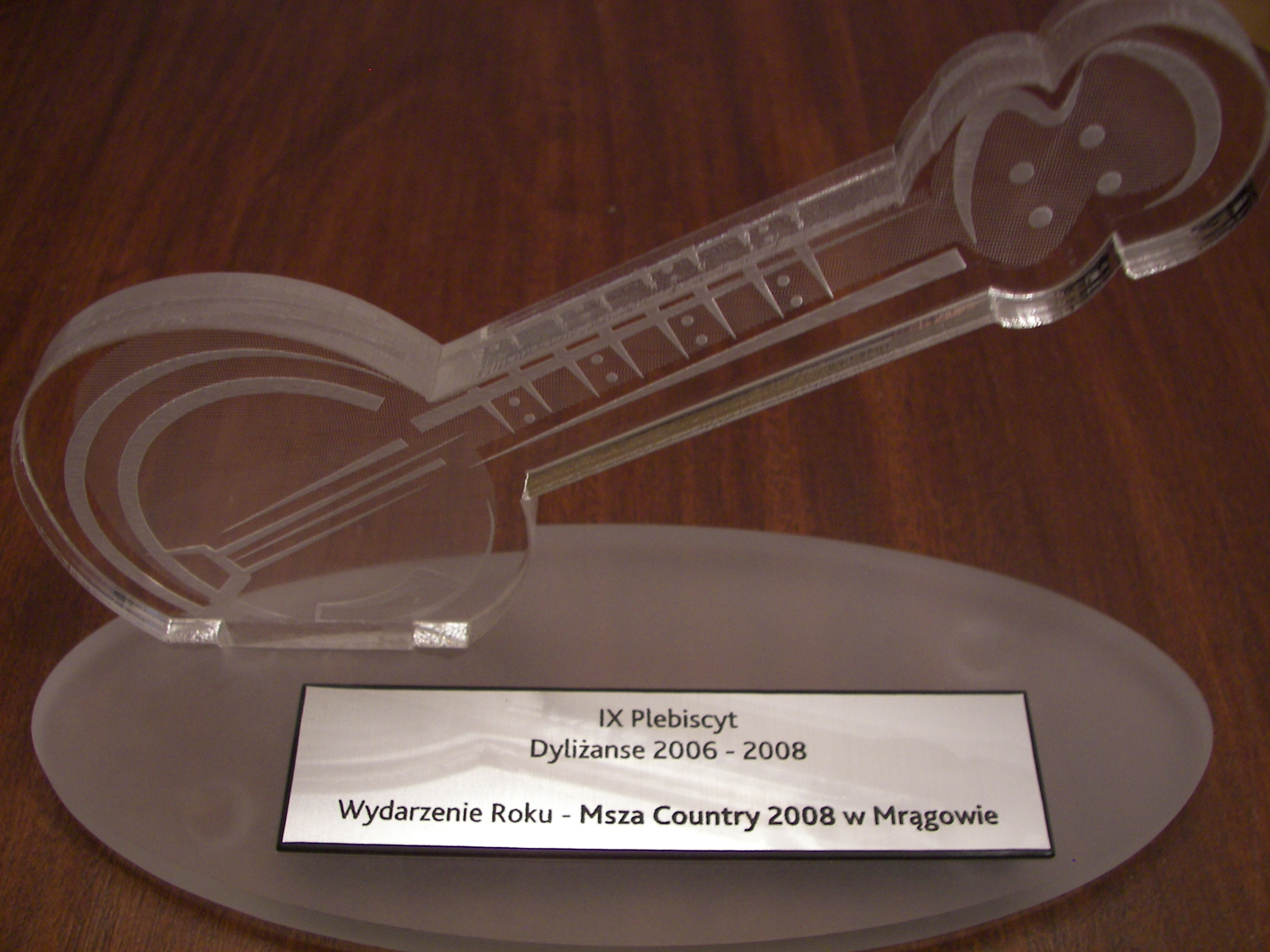
Statuetka IX plebiscytu Dyliżanse 2006–2008

Dyliżanse – plebiscyt na najpopularniejszych wykonawców muzyki country w Polsce i ich dokonania przeprowadzany od 1998 roku przez czasopismo "Dyliżans" – countrowy fanzin redagowany od tegoż roku przez Macieja "Woźnicę" Świątka.

## Opis plebiscytu
Plebiscyt obejmuje kilkanaście kategorii i odbywa się w trzech etapach: zgłaszanie kandydatur, głosowanie na nominacje (trzy w każdej z kategorii) i ostateczne głosowanie na zwycięzców.
Plebiscyt wzorowany na amerykańskich plebiscytach Country Music Association i Academy of Country Music uwzględnia polską specyfikę, m.in. kategorie:
- Bez Barier (dla wykonawców innych gatunków, którzy włączyli do repertuaru utwory muzyki country),
- Bez Granic (dla wykonawców zagranicznych, ale nie amerykańskich, którzy wystąpili na polskich scenach).

## Koncerty galowe laureatów
W latach 1999–2004 plebiscyt kończyły Polskie Gale Country, organizowane przez Stowarzyszenie Muzyki Country. Galom szefowała Halina Romaniszyn, najpierw wiceprezes, a później prezes SMC. Dwie pierwsze odbyły się w Pałacu Kultury w Dąbrowie Górniczej, trzy następne w Teatrze Muzycznym w Gliwicach, a ostatnia na Pikniku Country w Mrągowie.
Po dwóch latach przerwy plebiscyt został reaktywowany w ramach współpracy "Dyliżansu" i prowadzonego przez Mikołaja Kruczyńskiego portalu internetowego "Saloon.pl." Wręczenie nagród za 3-letni okres 2006–2008 miało miejsce ponownie na Pikniku Country w Mrągowie. Wyniki jubileuszowego X Plebiscytu Dyliżanse 2009 zostały ogłoszone podczas Gali Muzyki Country, która odbyła się 24 kwietnia 2010 w sali widowiskowej Domu Kultury „Rakowiec” w Warszawie. Od 2011 roku współorganizatorem plebiscytu o koncertów galowych jest Fundacja Country & Folk. Kolejne uroczyste rozdania nagród odbywały się w Warszawie w salach  koncertowych Sinfonii Varsovia, a następnie Ośrodka Kultury Ochoty. Ze względu na pandemię uroczyste ogłoszenie laureatów XX Plebiscytu Dyliżanse 2019 odbyło się w audycji "Country Club" Radia "Warszawa".

## Aktualne kategorie plebiscytowe
- Artysta Roku
- Wokalista Roku
- Wokalistka Roku
- Zespół Roku
- Nowy Wykonawca Roku
- Album Roku
- Piosenka Roku
- Instrumentalista Roku
- Wydarzenie Roku
- Bez Barier
- Bez Granic

## Dotychczasowi laureaci plebiscytu

### Artysta Roku
- 1998 – Tomasz Szwed
- 1999 – Tomasz Szwed & Full Service
- 2000 – Tomasz Szwed
- 2001 – Strefa Country
- 2002 – Lonstar
- 2003 – Alicja Boncol
- 2004 – Alicja Boncol
- 2005 – Alicja Boncol & KoAlicja
- 2008 – Lonstar
- 2009 – Rodeo
- 2010 – Lonstar
- 2011 – Lonstar
- 2012 – Colorado & Janusz Nastarowicz
- 2013 – Cezary Makiewicz
- 2014 – Cezary Makiewicz
- 2015 – Janusz Tytman
- 2016 – Wojtek Dudkowski
- 2017 – Wojtek Dudkowski
- 2018 – Wojtek Dudkowski
- 2019 – Zbigniew Hofman
- 2022 – Zbigniew Hofman
- 2023 – Karolina Jastrzębska

### Wokalista Roku
- 1998 – Cezary Makiewicz
- 1999 – Tomasz Szwed
- 2000 – Tomasz Szwed
- 2001 – Mariusz Kalaga
- 2002 – Lonstar
- 2003 – Marcin Rybczyński
- 2004 – Cezary Makiewicz
- 2005 – Lonstar
- 2008 – Lonstar
- 2009 – Marcin Rybczyński
- 2010 – Tomasz Szwed
- 2011 – Tomasz Szwed
- 2012 – Cezary Makiewicz
- 2013 – Cezary Makiewicz
- 2014 – Marcin Rybczyński
- 2015 – Marcin Rybczyński
- 2016 – Cezary Makiewicz
- 2017 – Cezary Makiewicz
- 2018 – Zbigniew Hofman
- 2019 – Andrzej Trojak
- 2022 – Wojciech Dudkowski
- 2023 – Cezary Makiewicz, Zbigniew Hofman

### Wokalistka Roku
- 1998 – Alicja Boncol
- 1999 – Alicja Boncol
- 2000 – Alicja Boncol
- 2001 – Katarzyna Bochenek
- 2002 – Katarzyna Bochenek
- 2003 – Alicja Boncol
- 2004 – Alicja Boncol
- 2005 – Alicja Boncol
- 2008 – Alicja Boncol
- 2009 – Alicja Boncol
- 2010 – Alicja Boncol
- 2011 – Alicja Boncol
- 2012 – Alicja Boncol
- 2013 – Alicja Boncol
- 2014 – Alicja Boncol
- 2015 – Alicja Boncol
- 2016 – Alicja Boncol
- 2017 – Karolina Jastrzębska
- 2018 – Katarzyna Sienkiewicz
- 2019 – Alicja Boncol
- 2022 – Karolina Jastrzębska
- 2023 – Karolina Jastrzębska

### Zespół Roku
- 1998 – Coach
- 1999 – Coach
- 2000 – Colorado Band, Grupa Furmana
- 2001 – Grupa Furmana
- 2002 – Honky Tonk Brothers
- 2003 – Honky Tonk Brothers
- 2004 – Colorado Band
- 2005 – Honky Tonk Brothers
- 2008 – Lonstar Band
- 2009 – The Medley
- 2010 – Babsztyl
- 2011 – Droga na Ostrołękę
- 2012 – Colorado
- 2013 – Droga na Ostrołękę
- 2014 – Honky Tonk Brothers
- 2015 – Honky Tonk Brothers
- 2016 – Droga na Ostrołękę
- 2017 – Colorado
- 2018 – Droga na Ostrołękę
- 2019 – Droga na Ostrołękę
- 2022 – Droga na Ostrołękę
- 2023 – Caroline & Lucky Ones

### Nowy Głos
- 1999 – Andrzej Trojak
- 2000 – Wojciech Kucharski
- 2001 – Magdalena Krzywda
- 2002 – Sonia Lelek
- 2003 – Maria Gorajska
- 2004 – Mirosław Rupała
- 2005 – Krzysztof Bolewski

### Nowy Zespół
- 1998 – Homeless Coyotes
- 1999 – Grupa Furmana
- 2000 – Halio Band
- 2001 – Black Horse
- 2002 – Honky Tonk Brothers
- 2003 – Hello
- 2004 – Vermond City
- 2005 – Rawa Country Band

### Nowy Wykonawca Roku
- 2008 – Alabama
- 2009 – Fayerwerk
- 2010 – Wojtek Dudkowski
- 2011 – Next Generation
- 2012 – Agata Bzinkowska
- 2013 – Jennifer Schwartz
- 2014 – PowerGrass
- 2015 – CashFlow
- 2016 – Caroline & The Lucky Ones, Aleksandra Nowak
- 2017 – Kasia Sienkiewicz
- 2018 – Kathy Simon Band
- 2019 – Agata Karczewska
- 2022 – Electric Cowboyz (nagroda nieprzyjęta)
- 2023 – Klaudia Magica

### Album Roku
- 1998 – Polskie Trucker Country
- 1999 – Co to jest? – Magda Anioł
- 2000 – Mój los – Mariusz Kalaga
- 2001 – Kredki – Grupa Furmana
- 2002 – Tam jeszcze jest dobrze – Tomasz Szwed
- 2003 – Live in Lodz – George Hamilton V & Colorado Band
- 2004 – Weekend za miastem – Colorado Band
- 2005 – Nazywają mnie buntownikiem – Lonstar
- 2008 – Co to jest to country – Lonstar
- 2009 – Dobra piosenka – Cezary Makiewicz
- 2010 – Indian Summer – Whiskey River
- 2011 – Lonstar & .... – Lonstar
- 2012 – Prawie w oczach – Cezary Makiewicz
- 2013 – Kolory muzyki – Babsztyl
- 2014 – Śpiewnik – Tomasz Szwed, Cezary Makiewicz
- 2015 – Pozdrowienia z Mrągowa – różni artyści
- 2016 – Był czas – Droga na Ostrołękę
- 2017 – Znajdź na to czas – Cezary Makiewicz
- 2018 – Big Power Kick – Alicja Boncol, Życie to cud – Babsztyl
- 2019 – Kamienica cudów – Trojak Street Combo
- 2022 – Re - Zbigniew Hofman (Babsztyl)
- 2023 – Digital Cowboy - Lonstar

### Piosenka Roku
- 1998 – Nie chcę być aniołem – muzyka: Krzysztof Gabłoński, słowa: Paweł Gabłoński, wykonanie: Alicja Boncol & Fair Play
- 1999 – A może to wiatr? – muzyka i słowa: Adam Szewczyk, wykonanie: Magda Anioł
- 2000 – Początkująca kelnerka Aldona – muzyka, słowa i wykonanie: Tomasz Szwed
- 2001 – Jak ja nie lubię swojej roboty – muzyka i słowa: Robert Rybczyński, wykonanie: Electric Roosters
- 2002 – Najprostsza jest droga do domu – muzyka: Grzegorz Bochenek, słowa: Katarzyna Bochenek, wykonanie: Katarzyna Bochenek & Black Horse
- 2003 – Pusta droga – muzyka i słowa: Robert Rybczyński, wykonanie: Honky Tonk Brothers
- 2004 – Wszystko ci wybaczam – muzyka: Alicja Boncol, Adam Wosz, słowa: Bożena Smolnicka, wykonanie: Alicja Boncol
- 2005 – Co to jest to country – muzyka, słowa i wykonanie: Lonstar
- 2008 – Do Sejn – muzyka, słowa i wykonanie: Lonstar
- 2009 – Zdechł pies – muzyka: Cezary Makiewicz, słowa: Maciej Świątek, wykonanie: Cezary Makiewicz
- 2010 –  Jak dogonić mogę wiatr? – muzyka, słowa. i wykonanie Wojtek Dudkowski
- 2011 -- Tylko nie spóźnij się – ja ciągle czekam – słowa Rafał Staszewski, muzyka Zbigniew Hofman, Czarek Makiewicz, wykonanie Marysia Gorajska
- 2012 –  Niespodziewana miłość – słowa Rafał Staszewski, muzyka Czarek Makiewicz, wykonanie Czarek Makiewicz
- 2013 – Berek – muzyka i słowa Wojtek Dudkowski, wykonanie Droga na Ostrołękę
- 2014 –  Prośba pieszego użytkownika dróg – słowa Maciek Świątek, muzyka I wykonanie Cezary Makiewicz
- 2015 –  Był czas – słowa i muzyka Wojtek Dudkowski, wykonanie  Paweł Bączkowski i Droga na Ostrołękę
- 2016 –  Angel’s Face – słowa Tomasz Teacher Jarmołkiewicz, muzyka Adam Kłos, wykonanie Alicja Boncol
- 2017 –  Gdybym cię kochał trochę mniej – słowa Maciek Świątek, muzyka i wykonanie Czarek Makiewicz
- 2018 – Czasem zajrzyj do nas – słowa i muzyka Wojtek Dudkowski, wykonanie Wojyek Dudkowski i Droga na Ostrołękę
- 2019 – Mądry – słowa Andrzej Trojak, muzyka Wojciech Golec, wykonanie Trojak Street Combo
- 2022 – Dziki bez – słowa Rafał Staszewski, muzyka Zbigniew Hofman, wykonanie Zbigniew Hofman i Marysia Gorajska
- 2023 – 69 – sł. muz. i wyk. Lonstar

### Wykonanie
- 1998 – Alicja Boncol & Fair Play – Nie chcę być aniołem
- 1999 – Magda Anioł – A może to wiatr?
- 2000 – Tomasz Szwed – Początkująca kelnerka Aldona
- 2001 – Grupa Furmana – Modlitwa wracających
- 2002 – Honky Tonk Brothers – Road-Life Boogie
- 2003 – Alicja Boncol – Zabieraj te łapy z mojego tyłka
- 2004 – Lonstar – Długi kurs
- 2005 – Alicja Boncol – Drinka mógłby wypić świat
- 2011 – Tomasz Szwed – Jak Johnny Cash
- 2012 –  Colorado & Lonstar – O co biega, co jest grane?
- 2013 –  Janusz Nastarowicz & Agata Zin & Colorado – Nadzieja
- 2014 – Honky Tonk Brothers – Dla kierowców ze stu tysięcy szos
- 2015 – Cezary Makiewicz, Joanna Gołombiewska – Na stawigudzkim polu
- 2016 – Alicja Boncol – Angel’s Face
- 2017 – Honky Tonk Brothers & Adam Czech – Wagon Wheel
- 2018 – Andrzej Trojak – Modlitwa
- 2019 – Andrzej Trojak – Opał, miał
- 2022 – Zbigniew Hofman, Marysia Gorajska - Dziki bez
- 2023 – Highwomen - Agata Karczewska, Klaudia Magica, Marysia B., Paulina Wróblewska

### Wykonanie Standardu
- 1998 – Alicja Boncol & Fair Play – I Want to Be a Cowboy’s Sweetheart
- 1999 – Party Tour & Gang Olsena – Sweet Home Alabama
- 2000 – Coach – The Tennessee Waltz
- 2001 – Alicja Boncol – Daddy Can You See Me
- 2002 – Lonstar – Mule Skinner Blues
- 2003 – Honky Tonk Brothers – Thank God for the Radio
- 2004 – Anna Nyc & Hello – King of the Road
- 2005 – Honky Tonk Brothers – Forever and Ever, Amen

### Instrumentalista Roku
- 1998 – Leszek Laskowski – gitara stalowa
- 1999 – Leszek Laskowski – gitara stalowa
- 2000 – Leszek Laskowski – gitara stalowa
- 2001 – Dominika Jurczuk – skrzypce
- 2002 – Janusz Tytman – mandolina
- 2003 – Leszek Laskowski – gitara stalowa, Janusz Tytman – mandolina
- 2004 – Leszek Laskowski – gitara stalowa
- 2005 – Leszek Laskowski – gitara stalowa
- 2008 – Leszek Laskowski – gitara stalowa
- 2009 – Mirosław Borkowski – gitara elektryczna
- 2010 – Janusz Tytman – mandolina
- 2011 –  Rafał Oryńczak – harmonijka
- 2012 –  Leszek Laskowski – gitara stalowa
- 2013 – Leszek Laskowski – gitara stalowa
- 2014 –  Grzegorz Kopka – gitara
- 2015 – Grzegorz Kopka – gitara
- 2016 – Grzegorz Kopka – gitara
- 2017 – Janusz Tytman – mandolina
- 2018 – Jerzy Dudek – gitara stalowa
- 2019 – Jerzy Dudek – gitara stalowa
- 2022 – Martin Martinez Surlej – gitara
- 2023 – Karolina Jastrzębska - mandolina

### Zespół Taneczny Roku
- 2000 – Strefa Country
- 2001 – Strefa Country
- 2002 – Strefa Country
- 2003 – Rodeo
- 2004 – Rodeo
- 2005 – Tabun
- 2008 – Strefa Country
- 2009 – Rodeo
- 2010 – Rodeo
- 2011 – Rodeo
- 2012 – Strefa Country
- 2013 – Rodeo

### Wydarzenie Roku
- 1998 – Kathy Mattea w Mrągowie
- 1999 – Kenny Rogers & Linda Davis – koncert w Sali Kongresowej; Strefa Country & Coach – Płonąca granica – widowisko muzyczno-taneczne
- 2000 – Colorado Band & George Hamilton V – wspólna trasa koncertowa
- 2001 – Ogień i dym – widowisko baletowe Strefy Country z muzyką Colorado Band
- 2002 – Nocny pociąg do Memphis – widowisko na Pikniku w Mrągowie
- 2003 – Koncert Gaile'a Daviesa w Mrągowie
- 2004 – Msza Country w Mrągowie
- 2005 – Friends in Low Places – widowisko taneczne w Visaginas
- 2008 – Msza Country w Mrągowie
- 2009 – Koncert Pocta Petrovi w Koszycach i Nagroda im. Petera Duli dla Lonstara i Allana Mikuška
- 2010 – Koncert „Siedmiu wspaniałych” w TV Polsat
- 2011 – Reaktywacja Konkursu na nową piosenkę country na Pikniku w Mrągowie
- 2012 –  Amerykanie na Pikniku w Mrągowie
- 2013 –  Babsztyl w Must Be The Music
- 2014 – Magdalena Łuszczyńska – Country Rocks w HRC
- 2015 – Koncert Rosanne Cash na Pikniku w Mrągowie
- 2016 –  30 września II Polski Dzień Muzyki Country
- 2017 – Rapidgrass w Mrągowie
- 2018 – Koncert Alberta Lee w Mrągowie
- 2019 – Ambasador USA na gali Dyliżansów
- 2022 – Jubileuszowy koncert 40 lat muzyki country w Polsce - Piknik Country & Folk w Mrągowie
- 2023, - Koncert Tribute To Hank Williams na Pikniku w Mrągowie

### Współpraca Wokalna
- 2000 – Party Tour & Siostry Okapiec
- 2001 – Lonstar & Tomasz Szwed – Knockin’ on Heaven’s  Door
- 2002 – Alicja Boncol, Sonia Lelek, Katarzyna Szubartowska – Nocny pociąg do Memphis
- 2003 – Alicja Boncol & Gail Davies – Lovesick Blues
- 2004 – Lonstar, Cezary Makiewicz, Marcin Rybczyński, Robert Rybczyński – I Saw The Light
- 2005 – Lonstar & Tomasz Szwed – Molly Malone

### Bez Barier
- 2000 – Syrbacy
- 2001 – Syrbacy
- 2002 – Michał Milowicz
- 2003 – Michał Milowicz
- 2004 – Mechanicy Szanty
- 2005 – Perfect
- 2008 – Babsztyl
- 2009 – Babsztyl
- 2010 – Jan Manson Band
- 2011 – Zgredybillies

### Bez Granic
- 2008 – Suzie Candell (Niemcy)
- 2009 – Allan Mikušek (Słowacja)
- 2010 –  Texas Heat (Niemcy)
- 2011 –  Savannah (Holandia)
- 2012 – Allan Mikušek (Słowacja)
- 2019 – Rapidgrass (USA)